# Campeonato Mundial de Esqui Estilo Livre de 2011 - Halfpipe masculino
A prova do halfpipe masculino do Campeonato Mundial de Esqui Estilo Livre de 2011 foi disputada entre os dias 4 e 5 de fevereiro em Wasatch Range nos Estados Unidos. Participaram 33 atletas de 14 países.

## Medalhistas
| Ouro              | Prata               | Bronze             |
| Mike Riddle (CAN) | Kevin Rolland (FRA) | Simon Dumont (USA) |

## Resultados

### Qualificação
33 atletas participaram do processo qualificatório. Os 12 melhores avançaram para a final.
| Pos. | Bib | Atleta                 | Nacionalidade            | 1ª descida | 2ª descida | Melhor | Notas |
| ---- | --- | ---------------------- | ------------------------ | ---------- | ---------- | ------ | ----- |
| 1    | 19  | Micheal Riddle         | Canadá                   | 41.70      | 44.40      | 44.40  | Q     |
| 2    | 20  | Simon Dumont           | Estados Unidos           | 44.20      | DNS        | 44.20  | Q     |
| 3    | 12  | Kevin Rolland          | França                   | 43.60      | 5.80       | 43.60  | Q     |
| 4    | 9   | David Wise             | Estados Unidos           | 42.50      | 39.70      | 42.50  | Q     |
| 5    | 17  | Tucker Perkins         | Estados Unidos           | 38.20      | 41.20      | 41.20  | Q     |
| 6    | 22  | Byron Wells            | Nova Zelândia            | 40.20      | 40.60      | 40.60  | Q     |
| 7    | 15  | Justin Dorey           | Canadá                   | 11.00      | 40.30      | 40.30  | Q     |
| 8    | 1   | Xavier Bertoni         | França                   | 4.20       | 38.80      | 38.80  | Q     |
| 9    | 25  | Jossi Wells            | Nova Zelândia            | 38.40      | 38.00      | 38.40  | Q     |
| 10   | 13  | Noah Bowman            | Canadá                   | 37.40      | 38.30      | 38.30  | Q     |
| 11   | 2   | Benoit Valentin        | França                   | 38.10      | 8.30       | 38.10  | Q     |
| 12   | 3   | Nils Lauper            | Suíça                    | 23.30      | 37.60      | 37.60  | Q     |
| 13   | 42  | Torin Yater-Wallace    | Estados Unidos           | 33.90      | 14.80      | 33.90  |       |
| 14   | 27  | Matthew Margetts       | Canadá                   | 12.30      | 33.30      | 33.30  |       |
| 15   | 10  | Jon Anders Lindstad    | Noruega                  | 30.50      | 31.10      | 31.10  |       |
| 16   | 18  | Kai Mahler             | Suíça                    | 31.00      | 18.70      | 31.00  |       |
| 17   | 43  | Thomas Dolplads        | Noruega                  | 30.90      | 8.60       | 30.90  |       |
| 18   | 26  | James Machon           | Reino Unido              | 30.00      | 29.60      | 30.00  |       |
| 19   | 36  | James Woods            | Reino Unido              | 26.50      | 30.00      | 30.00  |       |
| 20   | 35  | Murray Buchan          | Reino Unido              | 25.00      | 26.50      | 26.50  |       |
| 21   | 31  | Matti Raty             | Finlândia                | 7.60       | 26.30      | 26.30  |       |
| 22   | 16  | Nicolas Elshout        | Bélgica                  | 26.00      | 24.70      | 26.00  |       |
| 23   | 28  | Peter Crook            | Ilhas Virgens Britânicas | 25.50      | 12.70      | 25.50  |       |
| 24   | 37  | Matt Johnson           | Nova Zelândia            | 11.10      | 21.40      | 21.40  |       |
| 25   | 29  | Marc Christen          | Liechtenstein            | 4.70       | 21.10      | 21.10  |       |
| 26   | 30  | Kentaro Tsuda          | Japão                    | 20.20      | DNS        | 20.20  |       |
| 27   | 24  | Thomas Krief           | França                   | 15.30      | 15.60      | 15.60  |       |
| 28   | 33  | Isao Sonehara          | Japão                    | 13.20      | 13.00      | 13.20  |       |
| 29   | 23  | Kwang-Jin Kim          | Coreia do Sul            | 8.10       | 9.70       | 9.70   |       |
| 30   | 7   | Klaus Finne            | Noruega                  |            |            | DNS    |       |
| 31   | 14  | Scott Jordan David     | Andorra                  |            |            | DNS    |       |
| 32   | 21  | Antti-Jussi Kemppainen | Finlândia                |            |            | DNS    |       |
| 33   | 32  | Raphael Beazley        | Nova Zelândia            |            |            | DNS    |       |

### Final
Os 12 atletas disputaram no dia 5 de fevereiro a final da prova.
| Pos.              | Bib | Atleta          | Nacionalidade  | 1ª descida | 2ª descida | Melhor | Notas |
| ----------------- | --- | --------------- | -------------- | ---------- | ---------- | ------ | ----- |
| Medalha de ouro   | 19  | Micheal Riddle  | Canadá         | 45.60      | 31.00      | 45.60  |       |
| Medalha de prata  | 12  | Kevin Rolland   | França         | 5.20       | 45.20      | 45.20  |       |
| Medalha de bronze | 20  | Simon Dumont    | Estados Unidos | 43.20      | 14.90      | 43.20  |       |
| 4                 | 9   | David Wise      | Estados Unidos | 8.80       | 43.00      | 43.00  |       |
| 5                 | 22  | Byron Wells     | Nova Zelândia  | 40.50      | 42.80      | 42.80  |       |
| 6                 | 1   | Xavier Bertoni  | França         | 38.50      | 41.20      | 41.20  |       |
| 7                 | 17  | Tucker Perkins  | Estados Unidos | 36.00      | 13.30      | 36.00  |       |
| 8                 | 2   | Benoit Valentin | França         | 34.80      | 11.00      | 34.80  |       |
| 9                 | 25  | Jossi Wells     | Nova Zelândia  | 10.90      | 34.60      | 34.60  |       |
| 10                | 3   | Nils Lauper     | Suíça          | 19.30      | 33.30      | 33.30  |       |
| 11                | 13  | Noah Bowman     | Canadá         | 32.10      | 4.30       | 32.10  |       |
| 12                | 15  | Justin Dorey    | Canadá         | 30.50      | 6.90       | 30.50  |       |

Legenda
| Recorde mundial       | Recorde mundial (World record)               |                       | Recorde africano                      | Recorde africano (African) |                                           | Q | Classificado por posição (Qualified) |
| Recorde do campeonato | Recorde do campeonato (Championship record)  | Recorde da América    | Recorde da América (Americas)         | q                          | Classificado por melhor tempo (Qualified) |   |                                      |
| Melhor marca do ano   | Melhor marca do ano (World leading)          | Recorde asiático      | Recorde asiático (Asian)              | DNS                        | Não largou (Did not start)                |   |                                      |
| Recorde nacional      | Recorde nacional (National record)           | Recorde europeu       | Recorde europeu (European)            | DNF                        | Não terminou (Did not finish)             |   |                                      |
| Recorde pessoal       | Recorde pessoal do atleta (Personal best)    | Recorde da Oceania    | Recorde da Oceania (Oceania)          | DSQ / DQ                   | Desclassificado (Disqualified)            |   |                                      |
| Recorde da temporada  | Recorde da temporada do atleta (Season best) | Recorde sul-americano | Recorde sul-americano (South America) | NM                         | Sem marca (No mark)                       |   |                                      |